# 下桥村 (泰顺县)
下桥村为位于中国浙江省温州市泰顺县泗溪镇的一个以林姓、汤姓和陈姓为主的聚居村落，东接白粉墙村（泗溪镇政府驻地），莲筱公路和东桂公路自该村经过。该村现为行政村，下辖大岭、坑尾、下桥、方坑底四个自然村，行政区域面积6.48平方公里，有农户746户，人口2799人（截至2017年底）。
该村位于山间河谷盆地内，东西南北四条溪水在此汇合，有“泗水迴澜”之称。林姓于北宋建隆二年（961）迁入，汤姓于清康熙四十二年（1703）因驻防平桥汛而迁入。村落内的主要建筑有北涧桥（与溪东桥俗称为姐妹桥）、陈大翁宫（祭祀陈逸）、大会堂（现为廊桥文化礼堂）、下桥林氏宗祠、后池林氏宗祠、林建墓、汤氏宗祠、汤氏大屋（汤筹新民居）和汤构庭墓（即汤朝樑墓）等。2008年泰顺县以两座廊桥为依托建设占地1.09平方公里的泰顺廊桥文化园（现为国家4A级旅游景区），并发展农家乐、民宿等相关产业。中国木拱桥传统营造技艺、提线木偶戏和陈十四信俗为与村落相关的主要非物质文化遗产。2013年入选第二批中国传统村落。